# Тиберий Юлий Секунд
Тиберий Юлий Секунд (на латински: Tiberius Iulius Secundus) e политик и сенатор на Римската империя през края на 1 и началото на 2 век.
През 116 г. той е суфектконсул заедно с Марк Егнаций Марцелин.